# Zofiabaatar
Zofiabaatar — викопний рід багатогорбкозубих ссавців родини Zofiabaataridae, що існував наприкінці юрського періоду у Північній Америці. Скам'янілості були знайдені у відкладеннях формації Моррісон у Вайомінгу (США), що знаходяться в стратиграфічній зоні 6. Рід названий на честь польської палеонтологині Зофії Кілан-Яворовської (1925—2015).

## Опис
Повідомляється, що довжина тварини становила близько 30 см. Здається, це була досить спеціалізована істота, судячи з зубного ряду. Вважається, що Zofiabaataridae належать до лінії алодонтид. Він відрізняється від Allodontidae тим, що має помітно довший P4, ніж P3, і поділяє цю особливість і загальну структуру премолярів з Plagiaulacidae. Він відрізняється від Allodontidae і Plagiaulacidae тим, що має m1 з парою горбків у два ряди, а від Plagiaulacidae і Eobaataridae — чітко розділеними (не зрощеними) нижніми горбками корінних зубів. Zofiabaatar відрізняється від усіх «plagiaulacidae», чиї зуби відомі, тим, що нижньощелепний виросток звернений догори, а не назад, характеристика, спільна для більш розвинених Djadochtatherioidea та Taeniolabidoidea. Zofiabaatar відрізняється від інших родів «plagiaulacidae» сильно розширеною крилоподібною ямкою. Ці останні характеристики можуть бути загальними, а не сімейними ознаками.